# Berger de Crau
Berger de Crau är en vallande herdehund från Crau intill Camargue i Bouches-du-Rhône i södra Frankrike. Dess vallningsstil är mer självständig och vaktande och inte lika dirigerad av föraren som hos till exempel border collie. Stilen är anpassad till det lokala transhumans-bruket. Sedan 2009 pågår ett samarbete mellan den franska kennelklubben Société centrale canine (SCC), regionala jordbruksorganisationer och enskilda uppfödare och fårägare för att registrera rastypiska individer, skriva en rasstandard och organisera en rasklubb. Man vill ha en standard där bevarandet av bruksegenskaperna går före resultat på hundutställning, så som det är för border collie och working kelpie.
Berger de Crau är en medelstor hund med tjock, krullig päls. Färgerna är svart eller skiftande i svart och grått. Berger de Crau har använts vid restaureringen av vattenhunden barbet.